# Gutshof Skärva

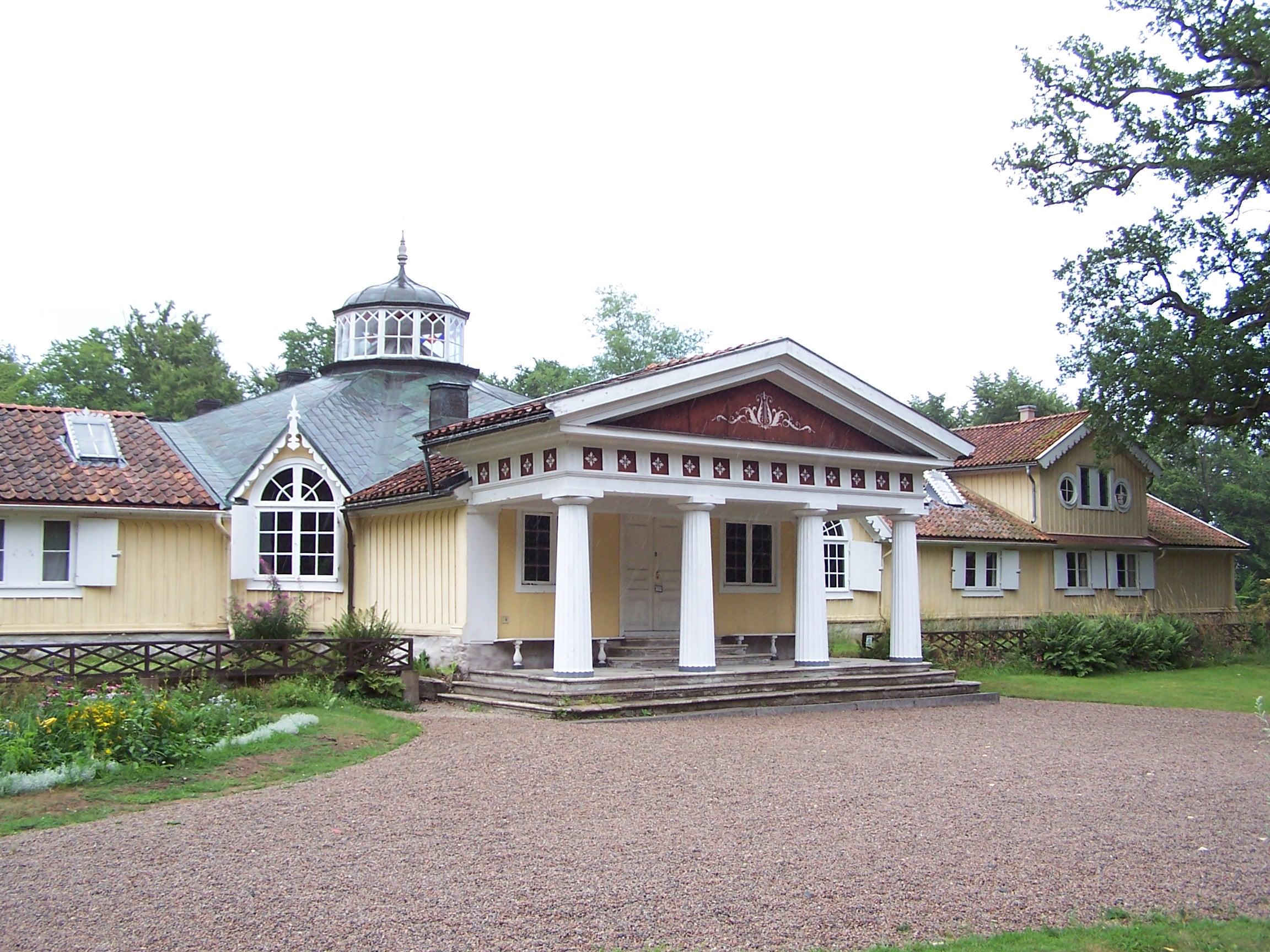
Hauptgebäude

Der Gutshof Skärva ist der Landsitz, den sich der schwedische Schiffbaumeister Fredrik Henrik af Chapman zwischen 1785 und 1786 nordwestlich von Karlskrona errichten ließ. Der Gutshof ist heute in Privatbesitz und seit 1976 Byggnadsminne sowie ein Teil des Weltkulturerbes Marinehafen Karlskrona.
Fredrik af Chapman ließ sich beim Bau vom Architekten Carl August Ehrensvärd unterstützen und lebte selbst bis 1806 auf dem Gut. Das Hauptgebäude besteht nur aus einer Etage mit etwa 20 Räumen und hat die Form eines liegenden H. In der Mitte wurde dem Haus ein leuchtturmartiger Aufbau aufgesetzt. Den Eingangsbereich markiert ein Portikus mit vier Säulen. Af Chapmans Arbeitsraum ähnelt einer Schiffskajüte und der südlich gelegene "Chinesische Raum" ist mit etwa 100 chinesischen Zeichnungen ausgestattet.
Der Gutshof ist weiterhin gekennzeichnet durch eine Reihe markanter Nebengebäude. Das „Dianatempel“ genannte Lusthaus war von antiken Tempeln inspiriert und der Glockenturm stellt eines der ersten Beispiele für schwedische Neugotik dar. Auch an ein Grab für Fredrik af Chapman war gedacht, obwohl er später auf dem Friedhof in Augerum begraben wurde.

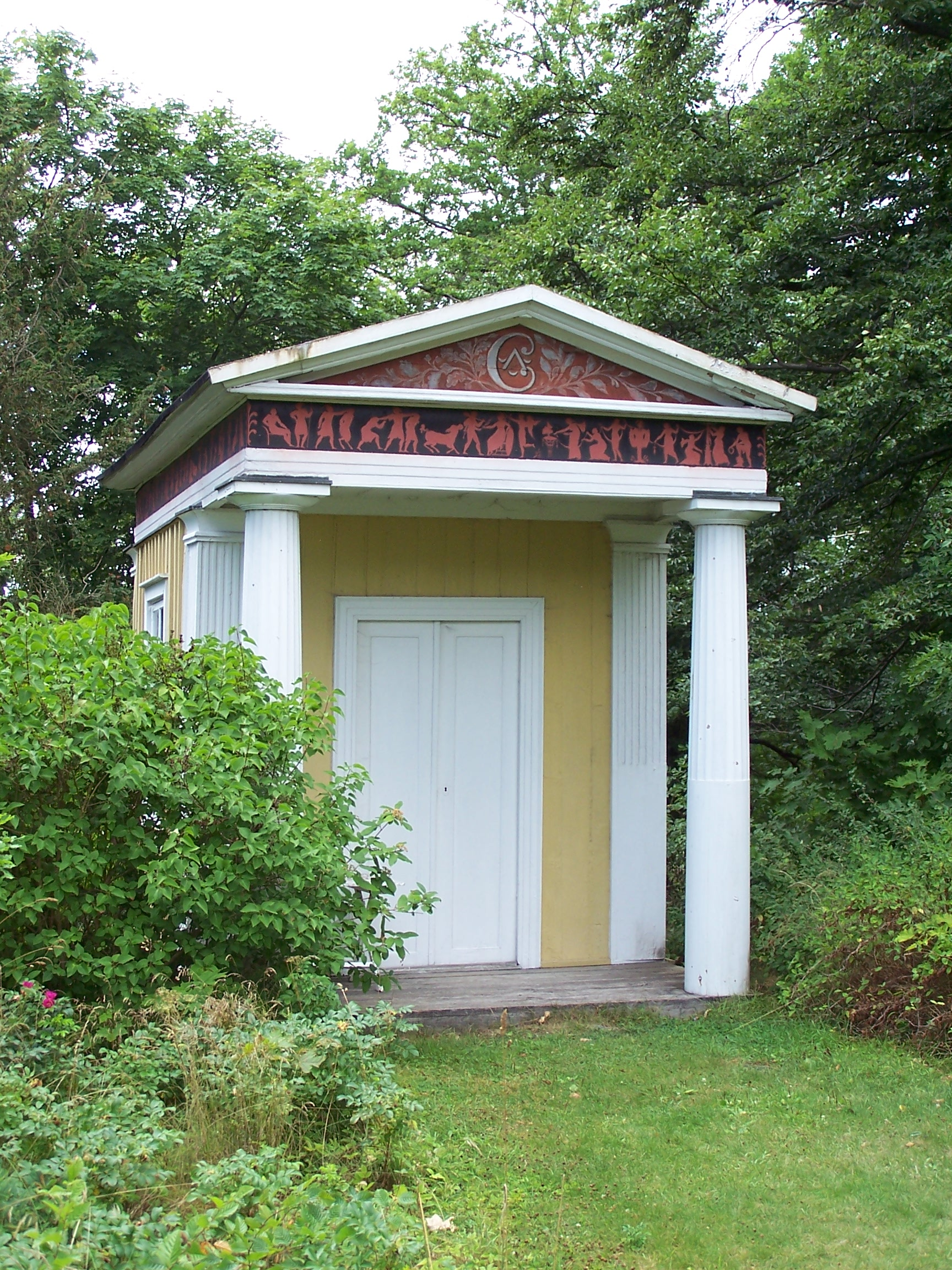
Dianatempel
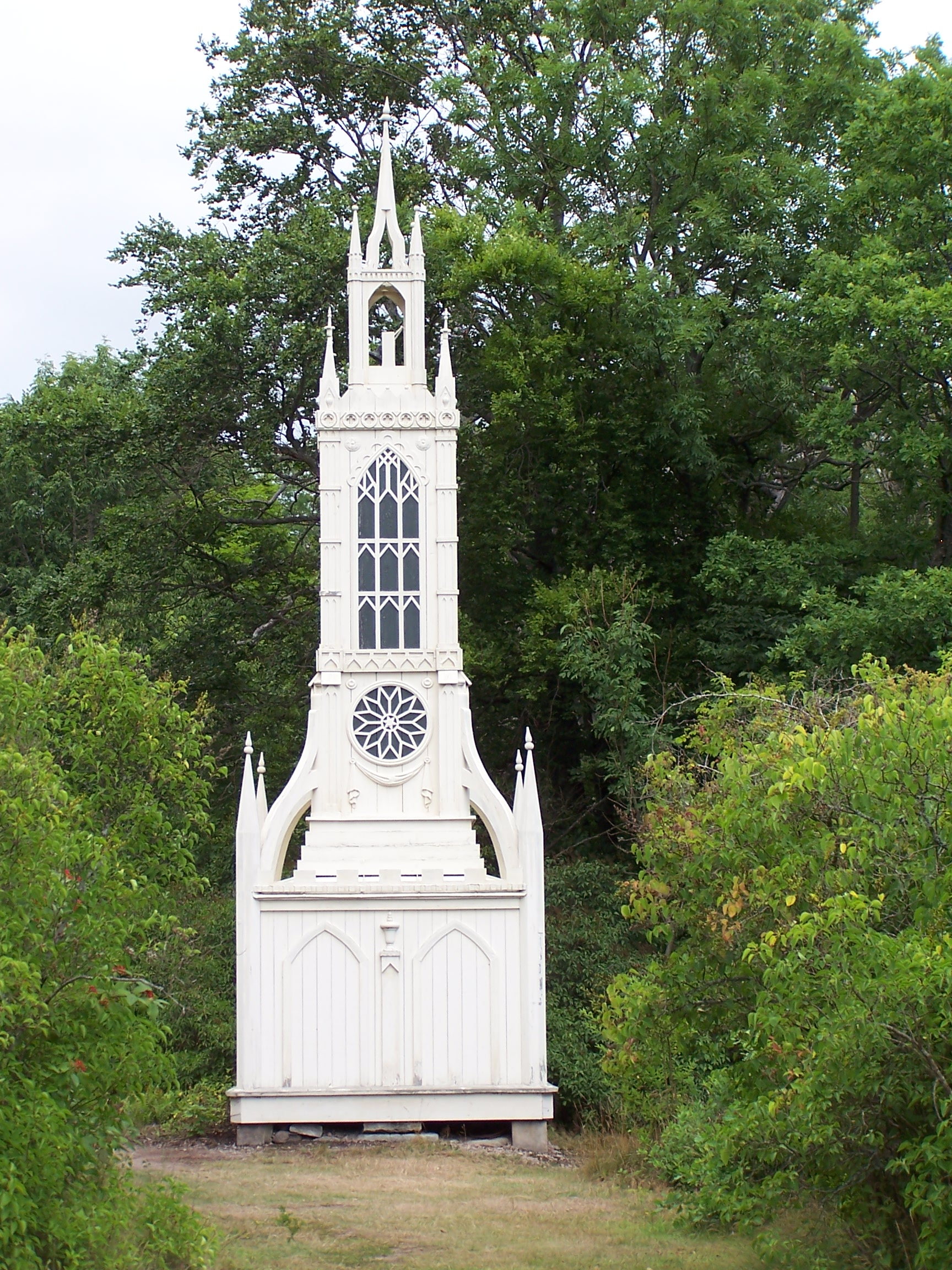
Glockenturm
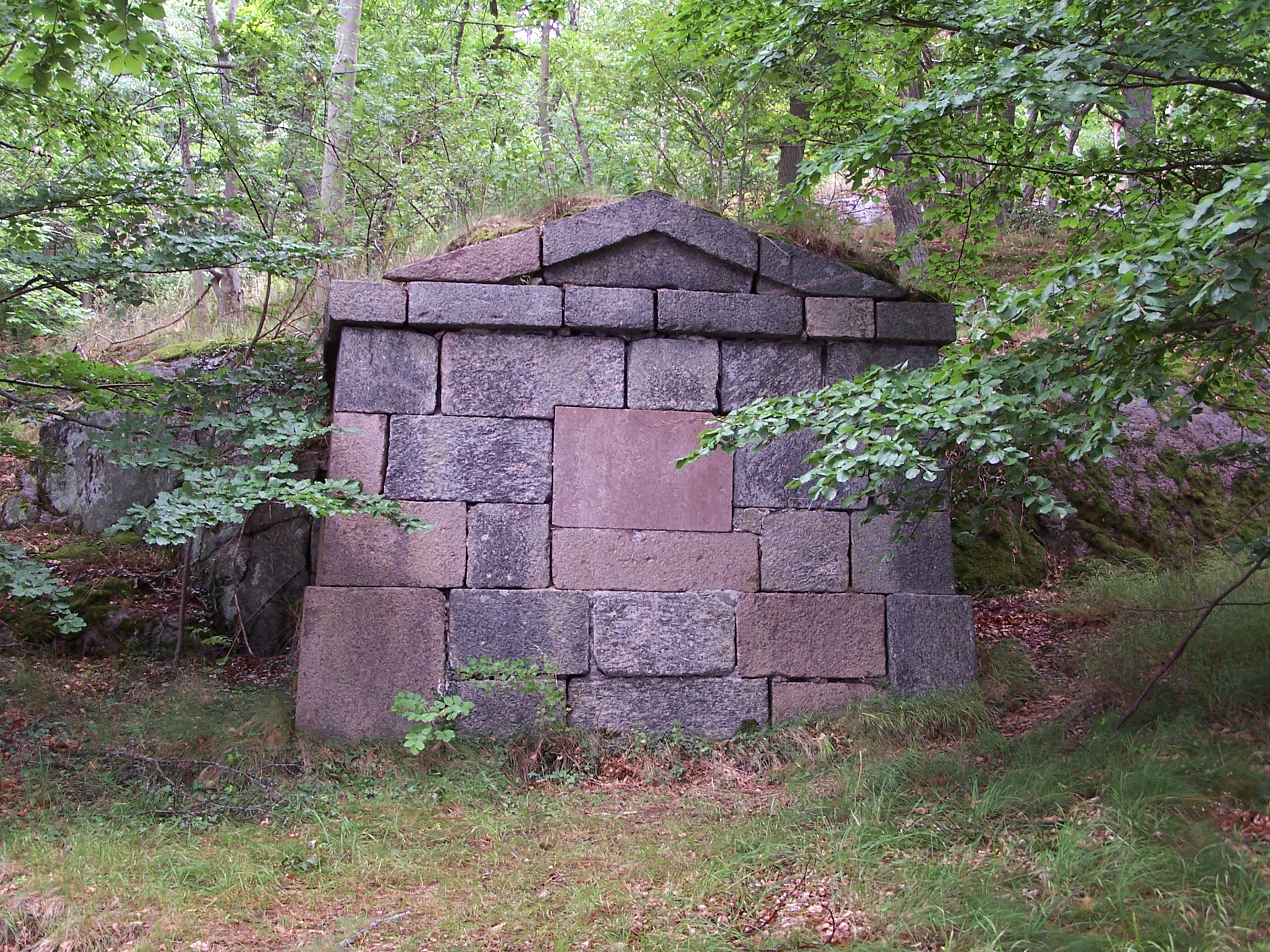
Geplantes Grabmal